# Liste des Premiers ministres d'Irak
La liste des Premiers ministres d'Irak présente les titulaires de cette fonction depuis 1920. Il y a eu 22 Premiers ministres et 46 changements de Premiers ministres en Irak de 1920 à 1958.
Le 14 juillet 1958, l'armée irakienne renverse la monarchie et proclame la république. L'armée reprochait à la monarchie son instabilité politique, car depuis 1921, près de cinquante-huit gouvernements se sont succédé à la tête du pays.
Après la révolution de 1958, le Premier ministre est nommé par le président de la République. Généralement, il garde ses fonctions de Premier ministre beaucoup plus longtemps que sous l'ancien régime. Il est arrivé que le président de la République tienne en même temps le poste de Premier ministre.

## Royaume d'Irak(1920-1958)
Royaume hachémite d'Irak sous mandat britannique (1920-1932)
| #   | Nom                      | Début mandat      | Fin mandat        | Parti              |
| 1   | Abd Al-Rahman al-Gillani | 11 novembre 1920  | 20 novembre 1922  | Indépendant        |
| 2   | Abd al-Muhsin as-Saadoun | 20 novembre 1922  | 22 novembre 1923  | Militaire          |
| 3   | Jafar al-Askari          | 22 novembre 1923  | 2 août 1924       | Militaire          |
| 4   | Yassin al-Hachimi        | 2 août 1924       | 26 juin 1925      | Parti du peuple    |
| (2) | Abd al-Muhsin as-Saadoun | 26 juin 1925      | 21 juin 1926      | Parti progressiste |
| (3) | Jafar al-Askari          | 21 juin 1926      | 11 janvier 1928   | Militaire          |
| (2) | Abd al-Muhsin as-Saadoun | 11 janvier 1928   | 28 avril 1929     | Parti progressiste |
| 5   | Tawfiq al-Suwaidi        | 28 avril 1929     | 19 septembre 1929 | Indépendant        |
| (2) | Abd al-Muhsin as-Saadoun | 19 septembre 1929 | 13 novembre 1929  | Indépendant        |
| 6   | Tawfiq al-Suwaidi        | 13 novembre 1929  | 23 mars 1930      | Indépendant        |
| 7   | Nouri Saïd               | 23 mars 1930      | 3 novembre 1932   | Militaire          |

Royaume hachémite d'Irak indépendant (1932-1958)
| #    | Nom                       | Début mandat      | Fin mandat        | Parti                           |
| 8    | Naji Shawkat              | 3 novembre 1932   | 20 mars 1933      | Indépendant                     |
| 9    | Rachid Ali al-Gillani     | 20 mars 1933      | 9 novembre 1933   | Parti national de la fraternité |
| 10   | Jamil al-Midfai           | 9 novembre 1933   | 27 août 1934      | Militaire                       |
| 11   | Ali Jawdat al-Aiyubi      | 27 août 1934      | 4 mars 1935       | Militaire                       |
| (10) | Jamil al-Midfai           | 4 mars 1935       | 17 mars 1935      | Militaire                       |
| (4)  | Yassin al-Hachimi         | 17 mars 1935      | 30 octobre 1936   | Parti national de la fraternité |
| 12   | Hikmat Sulayman           | 30 octobre 1936   | 17 août 1937      | Parti national de la fraternité |
| (10) | Jamil al-Midfai           | 17 août 1937      | 25 décembre 1938  | Militaire                       |
| (7)  | Nouri Saïd                | 25 décembre 1938  | 31 mars 1940      | Militaire                       |
| (9)  | Rachid Ali al-Gillani     | 31 mars 1940      | 3 février 1941    | Parti national de la fraternité |
| 13   | Taha al-Hashimi           | 3 février 1941    | 13 avril 1941     | Militaire                       |
| (9)  | Rachid Ali al-Gillani     | 13 avril 1941     | 30 mai 1941       | Parti national de la fraternité |
| (10) | Jamil al-Midfai           | 30 mai 1941       | 10 octobre 1941   | Militaire                       |
| (7)  | Nouri Saïd                | 10 octobre 1941   | 4 juin 1944       | Militaire                       |
| 14   | Hamdi al-Pachachi         | 4 juin 1944       | 23 février 1946   | Indépendant                     |
| (5)  | Tawfiq al-Suwaidi         | 23 février 1946   | 1er juin 1946     | Parti libéral                   |
| 15   | Arshad al-Umari           | 1er juin 1946     | 21 novembre 1946  | Indépendant                     |
| (7)  | Nouri Saïd                | 21 novembre 1946  | 29 mars 1947      | Militaire                       |
| 16   | Sayyid Salih Jabr         | 29 mars 1947      | 29 janvier 1948   | Parti socialiste de la Nation   |
| 17   | Sayyid Muhammad as-Sadr   | 29 janvier 1948   | 26 juin 1948      | Indépendant                     |
| 18   | Muzahim al-Pachachi       | 26 juin 1948      | 6 janvier 1949    | Indépendant                     |
| (7)  | Nouri Saïd                | 6 janvier 1949    | 10 décembre 1949  | Militaire                       |
| (11) | Ali Jawdat al-Aiyubi      | 10 décembre 1949  | 5 février 1950    | Militaire                       |
| (5)  | Tawfiq al-Suwaidi         | 5 février 1950    | 15 septembre 1950 | Militaire                       |
| (7)  | Nouri Saïd                | 15 septembre 1950 | 12 juillet 1952   | Militaire                       |
| 19   | Mustafa Mahmud al-Umari   | 12 juillet 1952   | 23 novembre 1952  | Indépendant                     |
| 20   | Nureddin Mahmud           | 23 novembre 1952  | 29 janvier 1953   | Militaire                       |
| (10) | Jamil al-Midfai           | 29 janvier 1953   | 17 septembre 1953 | Militaire                       |
| 21   | Muhammad Fadhel al-Jamali | 17 septembre 1953 | 29 avril 1954     | Indépendant                     |
| (15) | Arshad al-Umari           | 29 avril 1954     | 4 août 1954       | Militaire                       |
| (7)  | Nouri Saïd                | 4 août 1954       | 20 juin 1957      | Militaire                       |
| (11) | Ali Jawdat al-Aiyubi      | 20 juin 1957      | 15 décembre 1957  | Militaire                       |
| 22   | Abd al-Wahhab Mirjan      | 15 décembre 1957  | 3 mars 1958       | Indépendant                     |
| (7)  | Nouri Saïd                | 3 mars 1958       | 18 mai 1958       | Militaire                       |
| 23   | Ahmad Mukhtar Baban       | 18 mai 1958       | 14 juillet 1958   | Indépendant                     |

## République d'Irak(depuis 1958)
République baasiste (1958-2003)
| #    | Nom                                | Début mandat      | Fin mandat        | Parti                  |
| 24   | Abdel Karim Kassem                 | 14 juillet 1958   | 8 février 1963    | Militaire              |
| 25   | Ahmed Hassan al-Bakr               | 8 février 1963    | 18 novembre 1963  | Parti Baas             |
| 26   | Tahir Yahya                        | 18 novembre 1963  | 6 septembre 1965  | Union socialiste arabe |
| 27   | Arif Abd ar-Razzaq                 | 6 septembre 1965  | 21 septembre 1965 | Union socialiste arabe |
| 28   | Abd al-Rahman al-Bazzaz            | 21 septembre 1965 | 9 août 1966       | Indépendant            |
| 29   | Naji Talib                         | 9 août 1966       | 10 mai 1967       | Indépendant            |
| 30   | Abdel Rahman Aref                  | 10 mai 1967       | 10 juillet 1967   | Union socialiste arabe |
| (26) | Tahir Yahya                        | 10 juillet 1967   | 17 juillet 1968   | Union socialiste arabe |
| 31   | Abd ar-Razzaq an-Naif              | 17 juillet 1968   | 30 juillet 1968   | Militaire              |
| (25) | Ahmed Hassan al-Bakr               | 30 juillet 1968   | 16 juillet 1979   | Parti Baas             |
| 32   | Saddam Hussein                     | 16 juillet 1979   | 23 mars 1991      | Parti Baas             |
| 33   | Saadoun Hammadi                    | 23 mars 1991      | 15 septembre 1991 | Parti Baas             |
| 34   | Mohammed Amza Zubeidi              | 15 septembre 1991 | 5 septembre 1993  | Parti Baas             |
| 35   | Ahmad Hussein Khudayir as-Samarrai | 5 septembre 1993  | 29 mai 1994       | Parti Baas             |
| (32) | Saddam Hussein                     | 29 mai 1994       | 9 avril 2003      | Parti Baas             |

Autorité provisoire de la coalition (2003-2004)
Présidents du Conseil de gouvernement
| #  | Nom                               | Début mandat       | Fin mandat        | Parti                                     |
| -  | Mohammad Bahr al-Ouloum (intérim) | 13 juillet 2003    | 31 juillet 2003   | Indépendant                               |
| 36 | Ibrahim al-Jaafari                | 1er août 2003      | 31 août 2003      | Parti islamique Dawa                      |
| 37 | Ahmed Chalabi                     | 1er septembre 2003 | 30 septembre 2003 | Congrès national irakien                  |
| 38 | Iyad Allaoui                      | 1er octobre 2003   | 31 octobre 2003   | Entente nationale irakienne               |
| 39 | Jalal Talabani                    | 1er novembre 2003  | 30 novembre 2003  | Union patriotique du Kurdistan            |
| 40 | Abdel-Aziz al-Hakim               | 1er décembre 2003  | 31 décembre 2003  | Conseil suprême islamique irakien         |
| 41 | Adnan Pachachi                    | 1er janvier 2004   | 31 janvier 2004   | Rassemblement des démocrates indépendants |
| 42 | Mohsen Abdel Hamid                | 1er février 2004   | 29 février 2004   | Parti islamique irakien                   |
| 43 | Mohammad Bahr al-Ouloum           | 1er mars 2004      | 31 mars 2004      | Indépendant                               |
| 44 | Massoud Barzani                   | 1er avril 2004     | 30 avril 2004     | Union patriotique du Kurdistan            |
| 45 | Ezzedine Salim                    | 1er mai 2004       | 17 mai 2004       | Parti islamique Dawa                      |
| 46 | Ghazi Machal Ajil al-Yawer        | 17 mai 2004        | 28 juin 2004      | Indépendant                               |

République parlementaire
| N°   | Nom | Nom                      | Début du mandat  | Fin du mandat    | Parti                                             |
| ---- | --- | ------------------------ | ---------------- | ---------------- | ------------------------------------------------- |
| (38) |     | Iyad Allaoui             | 28 juin 2004     | 7 avril 2005     | Entente nationale irakienne                       |
| (36) |     | Ibrahim al-Jaafari       | 7 avril 2005     | 20 mai 2006      | Parti islamique Dawa                              |
| 47   |     | Nouri al-Maliki          | 20 mai 2006      | 8 septembre 2014 | Parti islamique Dawa Coalition de l'État de droit |
| 48   |     | Haïder al-Abadi          | 8 septembre 2014 | 25 octobre 2018  | Parti islamique Dawa Alliance de la victoire      |
| 49   |     | Adel Abdel-Mehdi         | 25 octobre 2018  | 7 mai 2020       | Indépendant                                       |
| 50   |     | Moustafa al-Kazimi       | 7 mai 2020       | 27 octobre 2022  | Indépendant                                       |
| 51   |     | Mohammed Chia al-Soudani | 27 octobre 2022  | en cours         | Parti islamique Dawa                              |